# Conrad Shepherd
Conrad Shepherd (* 3. November 1937 als Konrad Schaef; † 1. Juli 2020) war ein deutscher Science-Fiction-Autor.

## Leben
Schaef war schon als Jugendlicher von phantastischer Literatur gefesselt. Mit Mutant veröffentlichte er eine der frühen literarischen Fan-Zeitschriften im deutschsprachigen Raum.
Schaef studierte Maschinenbau und arbeitete als Abteilungsleiter in der Produktionskontrolle bei den US-amerikanischen Streitkräften.
Sein erster SF-Roman Die unheimlichen Kegel wurde 1960 unter dem Pseudonym „Roy Chester“ in der Reihe Utopia-Großband veröffentlicht, nachdem ein bereits für diese Reihe angekaufter Roman mit dem Titel Rückkehr nicht veröffentlicht wurde.
Zum Moewig-Verlag kam Schaef über den Kollegen Hans Kneifel. Dort verfasste er Romane für die Reihen Terra und Terra Nova.
Ebenfalls durch Vermittlung von Hans Kneifel stieß er 1967 zur Perry-Rhodan-Serie. Nach drei veröffentlichten Romanen erhielt er jedoch vom Verlag keine weiteren Aufträge mehr.
In den Siebzigern erschienen acht Romane für die Reihe Checkpart des Kelter-Verlags. Ebenso schrieb er Romane für die Blaulicht-Serie. Unter dem Pseudonym Clint Morgan verfasste er Westernromane.
Von William Voltz wurde er 1974 für die Atlan-Serie engagiert. Auch diese Zusammenarbeit endete nach drei Romanen.
Seit 1976 war Schaef Mitglied der Modellflug-Gemeinschaft Kitzingen und bekleidete dort zwischen 1978 und 1990 Vorstandsämter. Im Luftsportverband Bayern engagierte er sich mehrere Jahre als Fachreferent für Elektroflug.
Zum Thema Modellbau schrieb er seit 1980 Bücher und Artikel in Fachzeitschriften. Zu dieser Thematik übersetzte er außerdem technische Handbücher aus dem Englischen.
Mitte bis Ende der Neunziger erschienen noch drei Perry-Rhodan-Planetenromane und der Roman Mauern der Macht in der Reihe Perry Rhodan Space Thriller.
Ab 1997 verfasste er zahlreiche Romane für die Ren-Dhark-Reihe, oft gemeinsam mit weiteren Autoren.

## Werk

### Utopia-Großband (1960)
Als Roy Chester:
- 120: Die unheimlichen Kegel (1960), Pabel, Rastatt.[4]

### Terra-Reihe

#### Terra Utopische Romane (1967–1968)
Als Conrad Shepherd:
- 497: Geheimagent der Erde (1967)
- 509: Zuflucht Erde (1967)
- 555: Attentat aus dem Weltraum (1968)

#### Terra Nova Romane (1970)
Als Conrad Shepherd:
- 108/109: Operation Sagittarius (1970)

### Perry Rhodan

#### Perry-Rhodan-Heftromane (1967)
Als Conrad Shepherd; erschienen bei Moewig, München.
- 306: Keine Rettung für Schlachtschiff Omaso (1967)
- 318: Die Zentrale der Freischärler (1967)
- 319: Der Phantomsender (1967)

#### Atlan-Heftromane (1974–1975)
Als Conrad Shepherd; erschienen bei Pabel-Moewig-Semrau, Rastatt.
- 170: Der Schläfer von Alfonthome (1974)
- 188: Im Bann des Mikrokosmos (1975)
- 189: Irrfahrt ins Nichts (1975)

#### Perry-Rhodan-Planetenromane (1995–1997)
Als Konrad Schaef:
- 387: Hölle hoch vier (1995), Heyne, München. ISBN 978-3-453-09016-3.
- 397: Duell in Terrania (1996), Heyne, München. ISBN 978-3-453-09197-9.
- 406: Das Syndikat der Mächtigen (1997), BSV, Nürnberg. ISBN 978-3-932234-52-1.

#### Perry Rhodan – Space Thriller (1997)
Als Konrad Schaef; erschienen bei VPM, Rastatt
- 4: Mauern der Macht (1997), ISBN 978-3-8118-2093-7

## Auszeichnungen
Für Verdienste um den Motorflugsport wurde Konrad Schaef ausgezeichnet
- Vom Luftsportverband Bayern mit der Silbernen Ehrennadel (1983)
- Vom Deutschen Aero Club mit dem Diplom Otto Lilienthal (2010)[5]